# IC 1622
IC 1622 ist eine Spiralgalaxie mit ausgedehnten Sternentstehungsgebieten vom Hubble-Typ Sc im Sternbild Walfisch südlich der Ekliptik. Sie ist etwa 284 Millionen Lichtjahre von der Milchstraße entfernt und hat einen Durchmesser von etwa 60.000 Lichtjahren.
Im selben Himmelsareal befinden sich u. a. die Galaxien NGC 369 und IC 1623.
Das Objekt wurde am 19. November 1897 von Lewis Swift  entdeckt.